# Cottenweiler
Das Dorf Cottenweiler (früher auch Kottenweiler) ist seit 1971 ein Ortsteil der Gemeinde Weissach im Tal im baden-württembergischen Rems-Murr-Kreis. Der Ort gehört zur Region Stuttgart (bis 1992 Region Mittlerer Neckar) und zur europäischen Metropolregion Stuttgart.

## Geographie
Cottenweiler liegt im Tal des Gruppenbachs zwischen Wiesen und Streuobstwiesen. Die höchsten Erhebungen sind die Fluren Spelzen mit 318 m und Bürg mit 309 m. Die umliegenden Ortschaften sind Unterweissach im Nordnordwesten, Aichholzhof im Norden, Oberweissach im Ostnordosten, Wattenweiler im Südosten, Heutensbach im Süden und Allmersbach im Tal im Südwesten.
Cottenweiler liegt teilweise im Naturpark Schwäbisch-Fränkischer Wald.
Zur Altgemeinde gehört der Weiler Viehhaus. Südwestlich von Cottenweiler befand sich die abgegangene Befestigungsanlage Bürg, von der sich keine Reste erhalten haben.

## Geschichte

### Ortsname

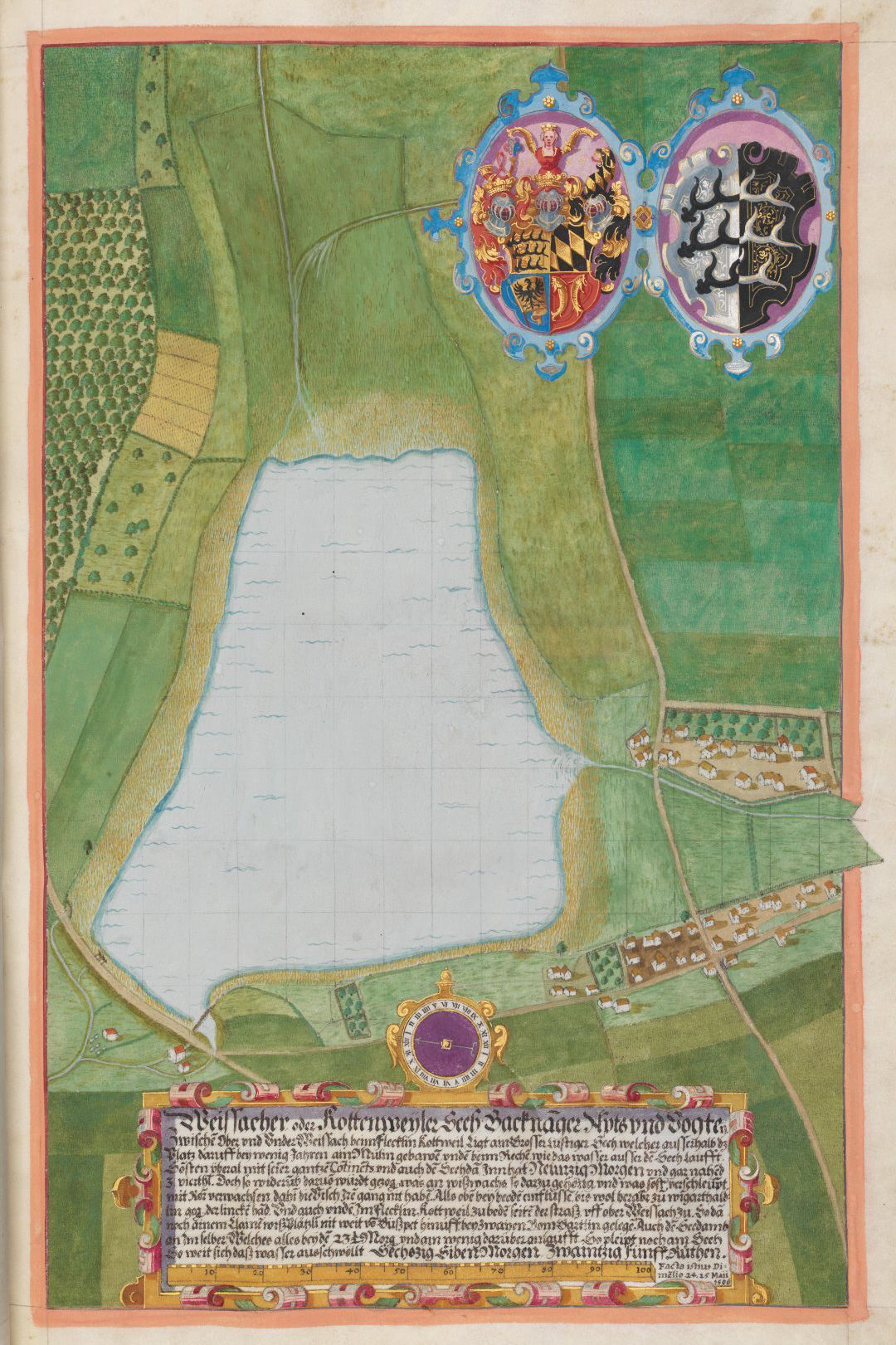
Der ehemalige See von Cottenweiler

Nach Lutz Reichardt könnte der Ortsname Cottenweiler auf das mittelhochdeutsche Wort Kotte (Hütte, Speicher) zurückzuführen sein. Nach einer anderen Ansicht, die Emil Kost vertrat, könnte der Ortsname auf einen Mann namens Coto zurückgehen, der möglicherweise Gründer, Grundherr oder erster Bewohner der Siedlung während der Karolingerzeit (700–800 n. Chr.) war.

### Mittelalter
Cottenweiler wurde wahrscheinlich von Unterweissach oder Heiningen aus gegründet. Dafür spricht, dass der Hartwald lange Zeit von den Gemeinden gemeinsam als Viehweide genutzt wurde. Eine eigene Kirche bestand in Cottenweiler nicht. Der Ort gehörte kirchlich stets zu Unterweissach.
Cottenweiler wurde 1231 als Cottenwilare erstmals in einer Urkunde erwähnt, die den Vergleich in einem beigelegten Gebietsstreit zwischen dem Haus Baden und dem Augustiner-Chorherrenstift Backnang festhält. Es ging um folgenden Sachverhalt: Markgraf Hermann V. von Baden hatte an der Stelle, „wo einst die reichsten Wiesen blühten“, einen See angelegt, zwischen Unterweissach und Cottenweiler, der einst eine beträchtliche Ausdehnung hatte. Dazu ließ der Markgraf einen Damm aufschütten und die Weißach stauen. Die oberhalb liegenden Wiesen wurden überflutet. Dies führte zu einem Konflikt mit den Augustiner-Chorherren, die das Gebiet für sich beanspruchten. Hermann V. einigte sich schließlich im Jahre 1231 mit den Mönchen dahingehend, dass er dem Stift als Entschädigung für den Rechtsverlust an den Wiesen das Patronat über die Kirche in Lendsiedel und das Eigentum an einer Mühle bei Reichenberg übertrug. Das von Hermann geschaffene Gewässer wurde Weissacher oder Kottenwyler See genannt. Die Bauern von Cottenweiler waren Untertanen der Badener und mussten den See sauber halten und die Gehölze am Ufer pflegen.
Eine Beschreibung des Sees ist im „Seehbuch“ des Jacob Ramminger erhalten geblieben. Er schreibt 1596 über den See:
Weissacher oder Kottenwyler Seeh Backnanger Ampts und Vogtey: Zwischen Ober- und Under-Weissach beim Flecklin Kottweil liegt ain großer lustiger Seeh, welcher außerhalb des Platz(es) darauf bey wenig Jahren ain Müllin gebawen und beim Rechen, wie das Wasser aus dem Seeh laufft, sonsten überall mit seiner gantzen Continens und auch dem Seehdam(m) inn(e) hat: Neunzig Morgen und gar nahend 3 Vierthel. Doch so wiederumb davon würdt gezogen was an Wißwachs, so dazu gehörig, und was sonst verschleumpt, mit Ro(h)r verwachsen, darin die Visch(e) ihren Gang ni(ch)t haben, als oben bey beeden Einflüssen bis wohl herüber zum Wingarthäldin gegen der linken Hand, und auch unten im Flecklin Kottweil zu beiden Seiten der Straß(e) auf Ober-Weissach zu, sodan(n) noch einen kleinen Wißplätzlin nicht weit vom Güßpet (Rinnsal) hinuff bey zwayen Bomgärtlin gelegen, auch dem Seedamb an im selber, welches alles bey 23 und Einhalb Morgen und ein wenig darüber anlaufft, so pleibt noch am Seeh, soweit sich das Wasser ausschwellt, Sechzig Sieben Zwanzig Morgen zwanzig fünff Ruthen (24. / 25. Maiis 1596).
Die Fischzucht war in Cottenweiler sehr bedeutend, da der Genuss von Fleisch während der Fastenzeit verpönt war. An den einstigen Fischreichtum erinnert heute nur noch das Wappen. Weiterhin existieren die Flurnamen Seeberg, Seewiesen und Seegut.
Im Jahre 1410 kaufte das Stift Backnang zwei Höfe in Cottenweiler für 170 Pfund Heller von Jörg von Urbach und dessen Gattin Ursula von Schellenberg.
1439 wurde Cottenweiler von den Grafen Ludwig und Ulrich von Württemberg an Peter und Werner Nothaft von Hohenberg verpfändet.

### Neuzeit

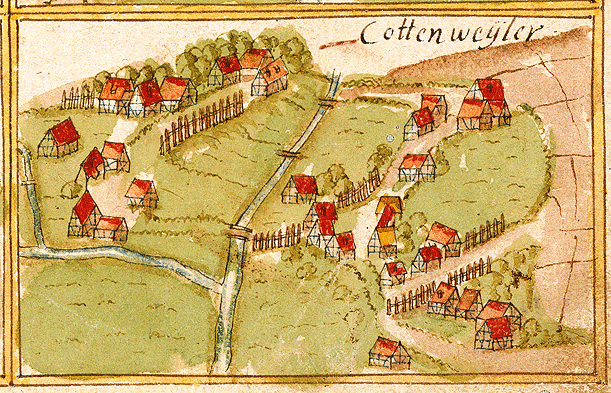
Cottenweyler bei Andreas Kieser (Ende des 17. Jahrhunderts)

1593 erschien das Dorf als Kottenweiler auf einer Forstkarte von Georg Gadner. Mit der Reformation büßte der Weissacher See viel von seiner einstigen Wichtigkeit ein, da die katholischen Speisegebote nicht mehr so streng beachtet wurden. Im Dreißigjährigen Krieg ist der See abgegangen, wobei die Umstände nicht mehr bekannt sind. Eventuell wurde der Staudamm zerstört und konnte wegen des kriegsbedingten Mangels an Arbeitskräften nicht mehr repariert werden. Die Reste wurden in den 60er Jahren des 17. Jahrhunderts auf Befehl des Herzogs von Württemberg trockengelegt und in Wiesen umgewandelt. Im Dreißigjährigen Krieg wurde Cottenweiler wie alle anderen Ortschaften des Weissacher Tals schwer in Mitleidenschaft gezogen. Von 120 Einwohnern waren kurz vor Kriegsende nur noch 19 vorhanden. Ein Großteil dürfte verhungert oder an Seuchen (Pest) gestorben sein. Ein kleinerer Teil ist auf den Schlachtfeldern gefallen. Besonders fatal war die Schlacht von Nördlingen, bei der das württembergische Aufgebot fast vollständig vernichtet wurde.
Im Pfälzischen Erbfolgekrieg wurde Cottenweiler durch die Franzosen unter Graf Mélac erneut schwer heimgesucht.
Cottenweiler bildete lange Zeit keine eigenständige Gemeinde, sondern war administrativ Unterweissach unterstellt. Erst als der Ort wuchs, erhielt Cottenweiler im 18. Jahrhundert einen eigenen Schultheiß. Cottenweiler besaß auch kein eigenes Rathaus. Deshalb war die Amtsstube des Schultheißen immer in dessen Privathaus untergebracht. Später (1912) wurde das Haus des Schultheißen Johann Friedrich Hägele zu einem provisorischen Rathaus umfunktioniert. Ein Neubau war geplant, wurde aber letztlich verworfen.
Bis zum Ersten Weltkrieg wurde in Cottenweiler Weinbau betrieben, allerdings war der Weinbau schon um 1870 wirtschaftlich unbedeutend. Es wurde zumeist Silvaner angepflanzt. Gute Weinlagen waren der Semmlersberg und die Flur Spelzen. Bedeutender war der Obstbau.

#### Erster Weltkrieg und Zwischenkriegszeit

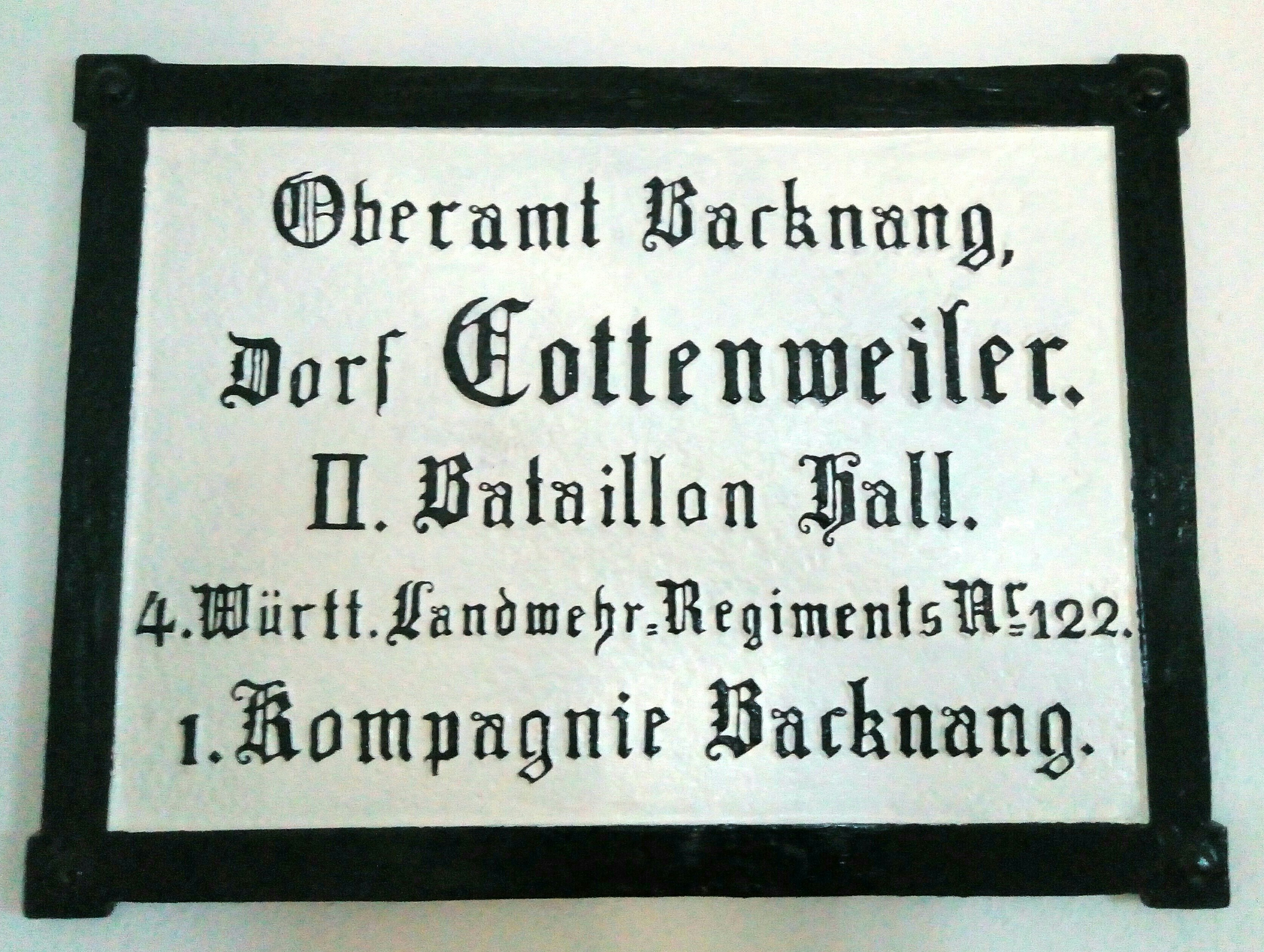
Alte Ortstafel von 1878

Im Ersten Weltkrieg hatte die Gemeinde Cottenweiler 15 Gefallene und Vermisste zu beklagen.
Aufgrund der schlechten Versorgungslage während des Ersten Weltkriegs wurden Versuche unternommen, das Sumpfgebiet Seegut trockenzulegen. Schon vor der Machtergreifung der Nationalsozialisten hatte sich ein freiwilliger Arbeitsdienst in Cottenweiler gebildet, der 1932 mit den Arbeiten begann. Nach ihrer Machtergreifung 1933 unterstützten die NS-Regierung das Projekt. Ziel war die Steigerung der landwirtschaftlichen Produktion durch Kultivierung von Ödland. Das Sumpfgebiet wurde mit Entwässerungsgräben durchzogen. Während des Zweiten Weltkriegs konnten die Gräben jedoch nicht in Stand gehalten werden, weshalb sich erneut Feuchtvegetation ansiedeln konnte.

#### Zweiter Weltkrieg

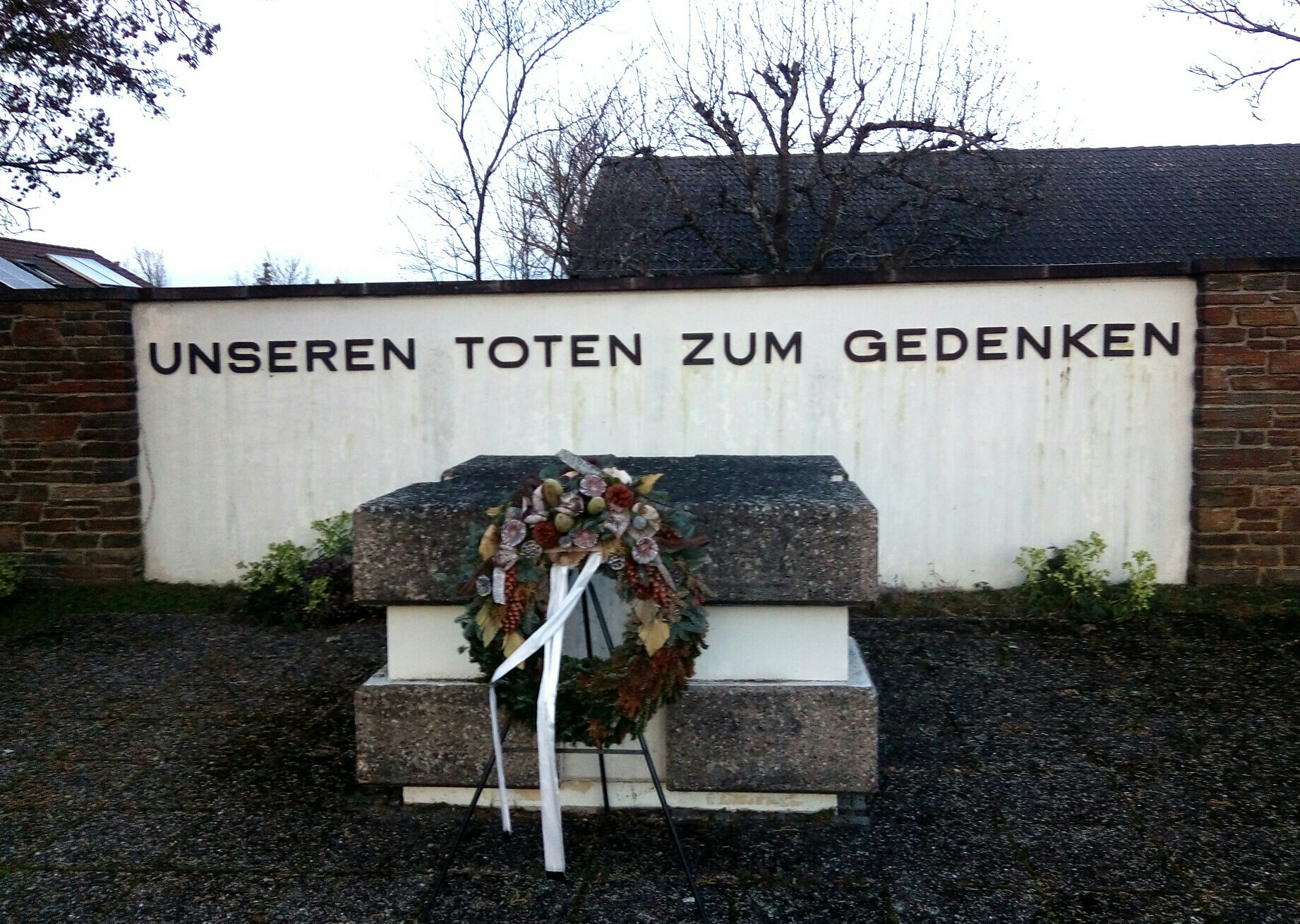
Gefallenendenkmal für die Toten des Zweiten Weltkriegs in Cottenweiler

Im Zweiten Weltkrieg erreichten am 20. April 1945 Truppen der 100. US-Infanteriedivision das Weissacher Tal. Wehrmacht und Volkssturm errichteten bei Cottenweiler Panzersperren und sprengten die Brücke in Cottenweiler. Diese Maßnahmen konnten den Vormarsch der US-Armee aber nicht lange aufhalten. Am 21. April 1945 wurde Cottenweiler um 9 Uhr von US-Truppen kampflos besetzt.
Kurz danach musste ein deutscher Jagdflieger bei Cottenweiler notlanden. Da er keinen Treibstoff mehr hatte, zerstörte er sein Flugzeug und schlug sich zu Fuß zu den deutschen Truppen durch.

#### Nachkriegszeit
Durch die Ansiedlung von zahlreichen Heimatvertriebenen stieg die Bevölkerungszahl stark an. 1963 entstand in Cottenweiler die Stockäckersiedlung. Mit der Gebietsreform schloss sich Cottenweiler 1971 der Gemeinde Weissach im Tal an. Die Spatzenhofsiedlung wurde 1976 gebaut. 1999 wurden die Reste des Sumpfgebietes Seegut von Regierungspräsident Udo Andriof zum Naturschutzgebiet Seegut-Semmlersberg erklärt.

### Einwohnerentwicklung
- 1626: 120
- 1641: 019
- 1654: 031
- 1703: 066
- 1769: 165
- 1810: 226[7]
- 1822: 273[1]
- 1828: 287[8]
- 1830: 330
- 1847: 321[9]
- 1866: 303[10]
- 1871: 281
- 1896: 245[11]
- 1971: 645
- 2024: 1082[12]
- 2025: 1099[13]

## Politik

### Schultheißen und Bürgermeister
Im ländlichen Württemberg stellten die wohlhabenden und angesehenen Landwirte zumeist die Schultheißen, die man umgangssprachlich auch Bauraschultes (Bauernschultheiß) nannte. Erst 1930 wurde in Württemberg die Amtsbezeichnung Schultheiß durch Bürgermeister ersetzt.
Liste der Schultheißen und Bürgermeister (unvollständig; Amtszeiten oft unklar):
- 1810: Friedrich Jung[7]
- 1828: Brodt[8]
- 1847: Hägele[9]
- 1908: Johann Hägele[14]
- 1945–1966: Erich Hägele (* 1914; † 1987, seit 1946 in Personalunion mit Unterweissach)
- 1966–1971: Egon Halter (* 1939; † 2023, in Personalunion mit Unterweissach, ab 1971 Bürgermeister von Weissach im Tal)

### Wappen

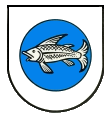
Wappen

Blasonierung: In Weiß ein blauer Kreis, belegt mit einem silbernen (grauen) Fisch (ein Karpfen).
Wappenbegründung: Der blaue Kreis steht für den Weissacher- oder Cottenweiler See. Der Fisch symbolisiert die einstmals große Bedeutung der Fischzucht in der Gemeinde.
Mit der Gebietsreform in Baden-Württemberg 1971 ging Cottenweiler in der neuen Gemeinde Weissach im Tal auf. Seitdem ist das Wappen von Cottenweiler erloschen. Heute wird es allenfalls noch von lokalen Vereinen verwendet.

## Kirchen
Kirchlich gehörte Cottenweiler stets zu Unterweissach, wo man auch die Toten beisetzte. Erst im 19. Jahrhundert wurde in Cottenweiler ein eigener Friedhof eingerichtet.
Durch Christoph Gottlob Müller und andere Missionare entstanden im 19. Jahrhundert in Württemberg methodistische Gemeinden. Ende des 19. Jahrhunderts entstand in Cottenweiler eine größere Evangelisch-Methodistische Gemeinde. Im Jahre 1906 wurde eine eigene kleine Kapelle in der Ringstraße in Cottenweiler gebaut. Die Gemeinde wuchs und 1967 begann man den Neubau der Christuskirche in der Schillerstraße. Wegen Stagnation und Rückgang der Mitgliederzahlen wurde 2003 die Fusion mit dem Bezirk Backnang beschlossen. Die Kirche wurde schließlich 2021 geschlossen.

## Bildungseinrichtungen

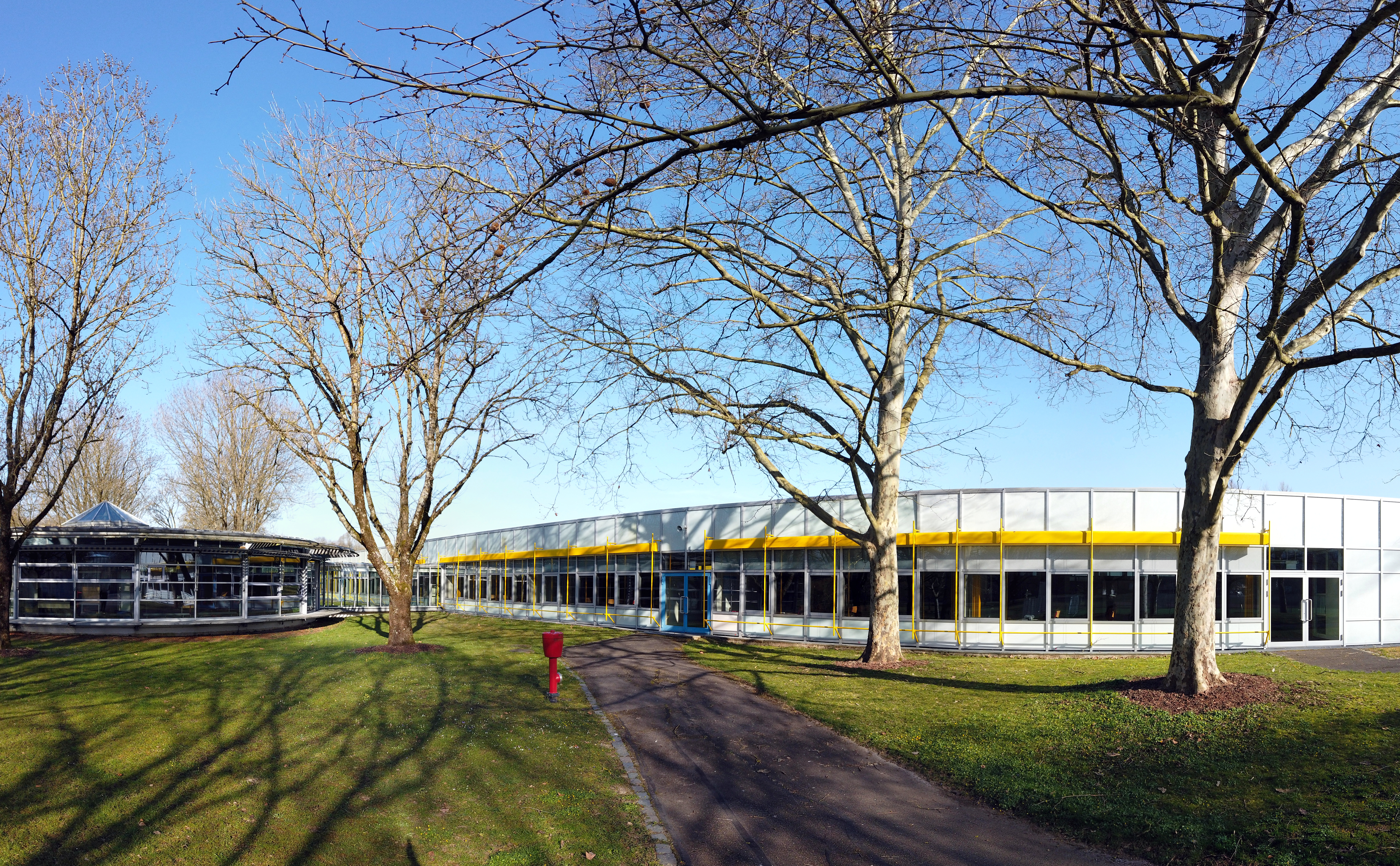
Das Bildungszentrum

1975 wurde in Cottenweiler das Bildungszentrum Weissacher Tal eröffnet. Die Kosten betrugen etwa 38 Mio. D-Mark.

## Ortsneckname
Die Einwohner von Cottenweiler wurden in den umliegenden Orten früher scherzhaft Hemedknöpfle genannt. Der Grund hierfür ist nicht mehr bekannt.

## Sehenswürdigkeiten

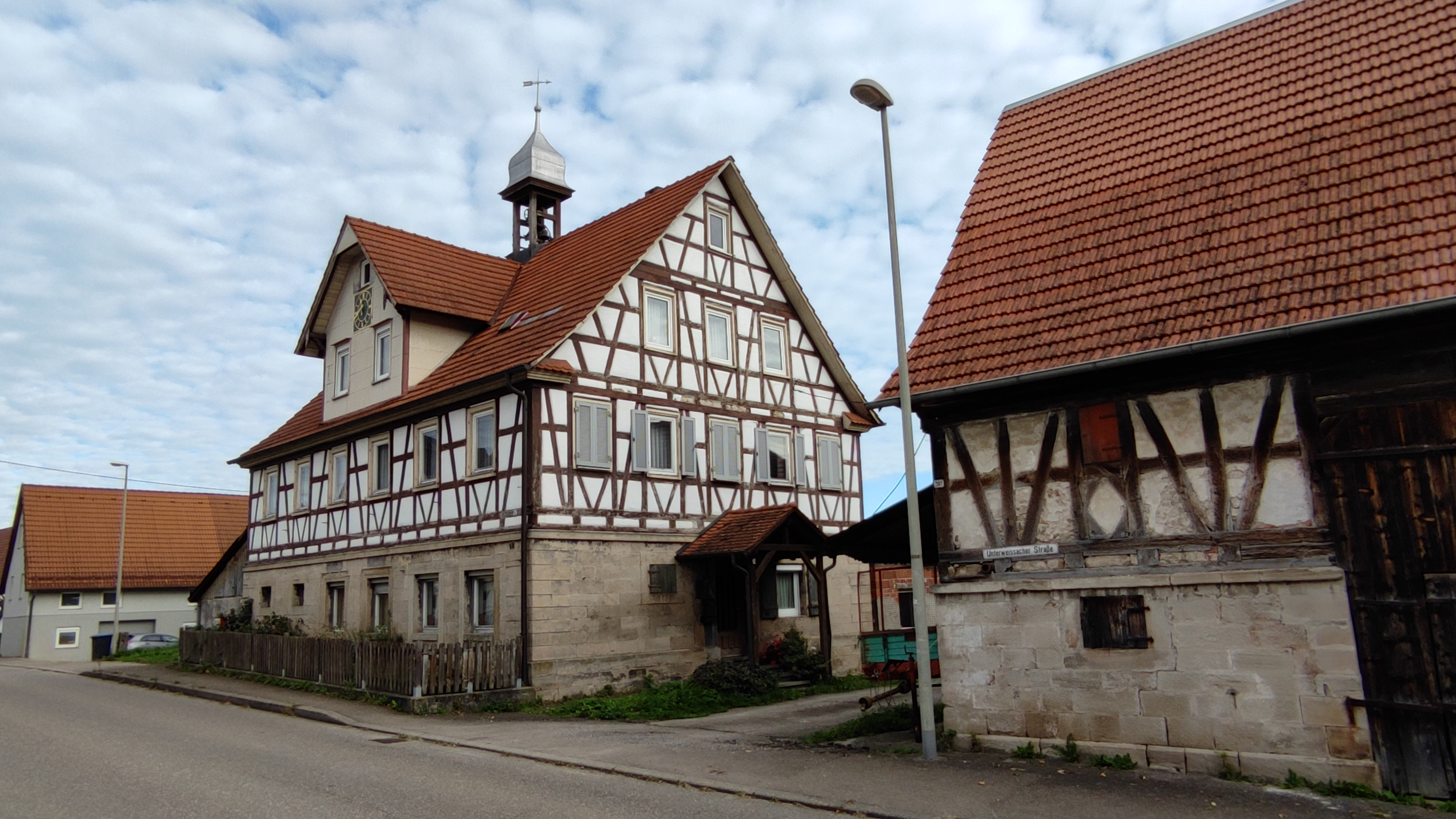
Unterweissacher Straße 20

- Ehemaliges Rathaus (Haus Hägele, mit Dachreiter und Schlagglocke, Unterweissacher Straße 20).[16]
- Dorfbrunnen, geschaffen von dem Unterweissacher Künstler Hugo Krautter (1928–2008).[16]
- Arbeitsdienst-Gedenkstein (Viehhaus).[17]
- Kriegerdenkmal für die Gefallenen des Ersten Weltkriegs.[18]

## Vereinsleben
- Obst und Gartenbauverein Cottenweiler e.V.
- Schwäbischer Albverein, Ortsgruppe Weissacher Tal (gegründet 1898)